# Izvoarele Sucevei
Izvoarele Sucevei is een Roemeense gemeente in het district Suceava.
Izvoarele Sucevei telt 2356 inwoners.